# Shyheim
Shyheim Dionel Franklin (New York, 14 november 1978), beter bekend als Shyheim, is een Amerikaans rapper en acteur. Hij is geaffilieerd met de Wu-Tang Clan. In zijn jeugd bracht hij tijd door met zijn neef Ghostface Killah, lid van Wu-Tang Clan. Zijn eerste single, "On and On", kwam uit in 1993 en behaalde de zevende plek in de Billboard R&B-chart.

## Discografie
- AKA the Rugged Child (1994)
- The Lost Generation (1996)
- Manchild (1999)
- The Greatest Story Never Told (2004)
- Disrespectfully Speaking (2009)

## Filmografie
- Original Gangstas (1996)
- The Preacher's Wife (1996)
- In Too Deep (1999)
- Finding Forrester (2000)

- Bibliothèque nationale de France: cb13991185q (data)
- Gemeinsame Normdatei: 135036232
- International Standard Name Identifier: 0000 0000 5516 2323
- Library of Congress Control Number: no2004110308
- MusicBrainz: fb09bb85-5a97-4092-b056-a9e50773974a
- SNAC: w6sx70v4
- Virtual International Authority File: 17417338
- WorldCat: E39PBJqfCPq6K4drk3QC9FmWXd